# Discografie van Eagles
Hieronder volgen diverse overzichten en hitnoteringen van de Amerikaanse band Eagles.

## Albums
| Album                           | Verschijnen       | Label                       | Type     | Hitlijsten | Hitlijsten | Hitlijsten | Hitlijsten | Hitlijsten | Hitlijsten | Hitlijsten |
| Album                           | Verschijnen       | Label                       | Type     | BE (VL)    | BE (VL)    | NL         | NL         | VK         | VS         |            |
| Album                           | Verschijnen       | Label                       | Type     | Piek       | Weken      | Piek       | Weken      | Piek       | Piek       |            |
| ------------------------------- | ----------------- | --------------------------- | -------- | ---------- | ---------- | ---------- | ---------- | ---------- | ---------- | ---------- |
| Eagles                          | 1 juni 1972       | Asylum                      | Studio   | —          |            | —          |            | —          | 22         |            |
| Desperado                       | 17 april 1973     | Asylum                      | Studio   | —          |            | 5          | 6          | 39         | 41         |            |
| On the Border                   | 22 maart 1974     | Asylum                      | Studio   | —          |            | 3          | 8          | 28         | 17         |            |
| One of These Nights             | 10 juni 1975      | Asylum                      | Studio   | —          |            | 2          | 19         | 8          | 1          |            |
| Their Greatest Hits (1971-1975) | 17 februari 1976  | Asylum                      | Verzamel | —          |            | 2          | 12         | 2          | 1          |            |
| Hotel California                | 8 december 1976   | Asylum                      | Studio   | 98         | 3          | 1 (7 wk)   | 51         | 2          | 1          |            |
| The Long Run                    | 24 september 1979 | Asylum                      | Studio   | —          |            | 3          | 20         | 4          | 1          |            |
| Eagles Live                     | 7 november 1980   | Asylum                      | Live     | —          |            | 7          | 12         | 24         | 6          |            |
| Eagles Greatest Hits, Vol. 2    | 13 november 1982  | Asylum                      | Verzamel | —          |            | —          |            | —          | —          |            |
| The Best of Eagles              | 1985              | Asylum                      | Verzamel | —          |            | —          |            | 8          | —          |            |
| The Legend of Eagles            | 1988              | Asylum                      | Verzamel | —          |            | 5          | 26         | —          | —          |            |
| The Very Best of the Eagles     | 11 juli 1994      | Elektra                     | Verzamel | —          |            | 10         | 31         | 4          | —          |            |
| Hell Freezes Over               | 8 november 1994   | Geffen                      | Live     | —          |            | 10         | 49         | 18         | 1          |            |
| Selected Works: 1972-1999       | 14 november 2000  | Elektra / WEA               | Boxset   | —          |            | 85         | 1          | 28         | 109        |            |
| The Very Best of the Eagles     | 2001              | Warner Bros.                | Verzamel | 12         | 10         | 9          | 34         | —          | —          |            |
| The Very Best Of                | 21 oktober 2003   | Warner Strategic Marketing  | Verzamel | —          |            | 29         | 8          | 9          | 3          |            |
| Eagles                          | 15 maart 2005     | Warner Music                | Boxset   | —          |            | —          |            | —          | —          |            |
| Long Road Out of Eden           | 30 oktober 2007   | Eagles Recording Company II | Studio   | 8          | 15         | 1 (1 wk)   | 40         | 1          | 1          |            |
| The Studio Albums 1972-1979     | 25 maart 2013     | Rhino / Warner Bros.        | Boxset   | —          |            | 87         | 1          | —          | —          |            |
| Live from the Forum MMXVIII     | 16 oktober 2020   | Rhino                       | Live     | 5          | 10         | 2          | 6          | —          | —          |            |

NB.: van het album Long Road zijn in de eerste week 711.000 exemplaren verkocht.

## Singles
| Single                         | Verschijnen       | Album                 | Hitlijsten | Hitlijsten | Hitlijsten | Hitlijsten | Hitlijsten | Hitlijsten |
| Single                         | Verschijnen       | Album                 | BE (VL)    | BE (VL)    | NL         | NL         | VK         | VS         |
| Single                         | Verschijnen       | Album                 | Piek       | Weken      | Piek       | Weken      | Piek       | Piek       |
| ------------------------------ | ----------------- | --------------------- | ---------- | ---------- | ---------- | ---------- | ---------- | ---------- |
| Take It Easy                   | 1 mei 1972        | Eagles                | —          |            | —          |            | —          | 12         |
| Witchy Woman                   | 1 augustus 1972   | Eagles                | —          |            | Tip 6      |            | —          | 9          |
| Peaceful Easy Feeling          | 1 december 1972   | Eagles                | —          |            | —          |            | —          | 22         |
| Chug All Night                 | 1972              | Eagles                | —          |            | Tip 13     |            | —          | —          |
| Tequila Sunrise                | 17 april 1973     | Desperado             | —          |            | —          |            | —          | 64         |
| Outlaw Man                     | 6 augustus 1973   | Desperado             | —          |            | —          |            | —          | 59         |
| Already Gone                   | 19 april 1974     | On the Border         | —          |            | —          |            | —          | 32         |
| James Dean                     | 14 augustus 1974  | On the Border         | —          |            | —          |            | —          | 77         |
| Best of My Love                | 5 november 1974   | On the Border         | —          |            | —          |            | —          | 1          |
| One of These Nights            | 19 mei 1975       | One of These Nights   | 8          | 5          | 5          | 8          | 23         | 1          |
| Lyin' Eyes                     | september 1975    | One of These Nights   | —          |            | 19         | 5          | 23         | 2          |
| Take It to the Limit           | 15 november 1975  | One of These Nights   | —          |            | —          |            | 12         | 4          |
| New Kid in Town                | 2 december 1976   | Hotel California      | 19         | 3          | 9          | 8          | 20         | 1          |
| Hotel California               | 22 februari 1977  | Hotel California      | 24         | 4          | 8          | 14         | 8          | 1          |
| Life in the Fast Lane          | 3 mei 1977        | Hotel California      | —          |            | —          |            | —          | 11         |
| Please Come Home for Christmas | 27 november 1978  |                       | 19         | 4          | 7          | 5          | 30         | 18         |
| Heartache Tonight              | 18 september 1979 | The Long Run          | 22         | 2          | 16         | 6          | 40         | 1          |
| The Long Run                   | 27 november 1979  | The Long Run          | —          |            | Tip 5      |            | 66         | 8          |
| I Can't Tell You Why           | 8 februari 1980   | The Long Run          | —          |            | Tip 4      |            | —          | 8          |
| Seven Bridges Road             | 15 december 1980  | Eagles Live           | —          |            | —          |            | —          | 21         |
| Get Over It                    | 18 oktober 1994   | Hell Freezes Over     | —          |            | —          |            | —          | 31         |
| Love Will Keep Us Alive        | november 1994     | Hell Freezes Over     | —          |            | —          |            | 52         | —          |
| The Girl from Yesterday        | 1994              | Hell Freezes Over     | —          |            | —          |            | —          | —          |
| Learn to Be Still              | 1995              | Hell Freezes Over     | —          |            | —          |            | —          | —          |
| Hole in the World              | 15 juli 2003      | The Very Best Of      | —          |            | —          |            | —          | 69         |
| No More Cloudy Days            | 2005              | Long Road Out of Eden | —          |            | —          |            | 110        | 101        |
| How Long                       | augustus 2007     | Long Road Out of Eden | —          |            | —          |            | —          | —          |
| Busy Being Fabulous            | januari 2008      | Long Road Out of Eden | —          |            | —          |            | —          | —          |
| What Do I Do with My Heart     | 2008              | Long Road Out of Eden | —          |            | —          |            | —          | —          |
| I Don't Want to Hear Any More  | 2009              | Long Road Out of Eden | —          |            | —          |            | —          | —          |

### NPO Radio 2 Top 2000
| Nummers met noteringen in de NPO Radio 2 Top 2000 | '99  | '00 | '01 | '02 | '03  | '04  | '05  | '06  | '07  | '08  | '09  | '10  | '11  | '12  | '13  | '14  | '15  | '16  | '17  | '18  | '19  | '20  | '21  | '22  | '23  | '24  |
| ------------------------------------------------- | ---- | --- | --- | --- | ---- | ---- | ---- | ---- | ---- | ---- | ---- | ---- | ---- | ---- | ---- | ---- | ---- | ---- | ---- | ---- | ---- | ---- | ---- | ---- | ---- | ---- |
| Busy Being Fabulous                               | ×    | ×   | ×   | ×   | ×    | ×    | ×    | ×    | -    | -    | 1589 | -    | -    | -    | -    | -    | -    | -    | -    | -    | -    | -    | -    | -    | -    | -    |
| Desperado                                         | 193  | 209 | 163 | 86  | 106  | 137  | 115  | 108  | 93   | 106  | 75   | 96   | 100  | 127  | 119  | 114  | 137  | 103  | 106  | 159  | 165  | 165  | 184  | 189  | 232  | 206  |
| Hotel California                                  | 2    | 4   | 3   | 3   | 2    | 2    | 3    | 3    | 3    | 2    | 2    | 1    | 2    | 2    | 2    | 1    | 3    | 2    | 2    | 2    | 2    | 3    | 4    | 3    | 3    | 3    |
| How Long                                          | ×    | ×   | ×   | ×   | ×    | ×    | ×    | ×    | -    | -    | 1164 | 1471 | 1918 | 1460 | -    | -    | -    | -    | -    | -    | -    | -    | -    | -    | -    | -    |
| I Can't Tell You Why                              | -    | -   | -   | -   | -    | -    | -    | -    | -    | -    | -    | -    | -    | -    | -    | -    | -    | 1996 | 1902 | -    | -    | -    | -    | -    | -    | -    |
| Lyin' Eyes                                        | 684  | 615 | 358 | 527 | 523  | 723  | 606  | 512  | 408  | 507  | 494  | 513  | 660  | 691  | 572  | 588  | 611  | 539  | 554  | 709  | 668  | 748  | 781  | 789  | 853  | 818  |
| New Kid in Town                                   | 791  | 595 | 456 | 472 | 456  | 577  | 515  | 480  | 434  | 474  | 508  | 523  | 549  | 544  | 521  | 508  | 632  | 555  | 584  | 803  | 686  | 720  | 750  | 732  | 792  | 875  |
| One of These Nights                               | 556  | 284 | 378 | 364 | 335  | 453  | 395  | 400  | 397  | 385  | 393  | 410  | 427  | 402  | 352  | 348  | 384  | 285  | 309  | 355  | 355  | 386  | 409  | 418  | 436  | 455  |
| Peaceful Easy Feeling                             | 1375 | -   | -   | 934 | 1355 | 1337 | 1133 | 1060 | 1093 | 1173 | 1149 | 1139 | 1214 | 1405 | 1378 | 1308 | 1418 | 1732 | 1769 | -    | 1886 | -    | -    | 1982 | -    | 1938 |
| Take It Easy                                      | 847  | -   | 640 | 658 | 662  | 780  | 635  | 646  | 522  | 619  | 557  | 549  | 639  | 531  | 457  | 491  | 545  | 355  | 352  | 391  | 372  | 407  | 411  | 419  | 448  | 501  |
| Take It to the Limit                              | -    | -   | -   | -   | -    | -    | -    | -    | -    | -    | -    | -    | -    | -    | -    | -    | -    | -    | -    | 1758 | 1672 | 1791 | -    | -    | 1956 | -    |
| Tequila Sunrise                                   | 942  | -   | 682 | 533 | 562  | 537  | 468  | 521  | 484  | 514  | 438  | 490  | 559  | 858  | 686  | 680  | 832  | 838  | 857  | 1058 | 967  | 1120 | 1147 | 1179 | 1181 | 1365 |
| The Last Resort                                   | 176  | 101 | 59  | 48  | 29   | 48   | 30   | 35   | 26   | 30   | 38   | 39   | 64   | 66   | 60   | 55   | 78   | 108  | 104  | 139  | 141  | 163  | 168  | 168  | 181  | 189  |
| Wasted Time                                       | -    | -   | -   | -   | -    | -    | -    | -    | -    | -    | -    | -    | -    | -    | -    | -    | -    | -    | -    | 1856 | 1819 | -    | -    | -    | -    | -    |
| Witchy Woman                                      | -    | -   | -   | -   | 1683 | 1686 | 1585 | 1714 | 1804 | 1750 | 1200 | 1297 | 1425 | 1477 | 1329 | 1501 | 1768 | 1828 | 1823 | 1947 | 1697 | -    | -    | -    | -    | -    |

1. ↑  Een '-' betekent dat het nummer niet was genoteerd, een '×' betekent dat het nummer nog niet was uitgebracht en een vetgedrukt getal geeft de hoogste notering van een nummer aan.

## Video's
| Album                                          | Verschijnen     | Label         | Type           | Hitlijsten | Hitlijsten | Hitlijsten | Hitlijsten | Hitlijsten | Hitlijsten | Hitlijsten  |
| Album                                          | Verschijnen     | Label         | Type           | BE (VL)    | BE (VL)    | NL         | NL         | VK         | VS         |             |
| Album                                          | Verschijnen     | Label         | Type           | Piek       | Weken      | Piek       | Weken      | Piek       | Weken      | Opmerkingen |
| ---------------------------------------------- | --------------- | ------------- | -------------- | ---------- | ---------- | ---------- | ---------- | ---------- | ---------- | ----------- |
| Hell Freezes Over                              | 8 november 1994 | Geffen        | VHS, laserdisc |            |            |            |            |            |            |             |
| Hell Freezes Over                              | 12 januari 2000 | Warner Vision | Dvd            |            |            | 1 (43 wk)  | 239        |            |            |             |
| Hole in the World                              | 3 oktober 2003  | Warner Music  | Dvd            |            |            |            |            |            |            |             |
| Farewell 1 Tour - Live from Melbourne          | 14 juni 2005    | Warner Music  | Dvd            | 1 (5 wk)   | 21         | 1 (8 wk)   | 206        |            |            |             |
| New Zealand Concert                            | februari 2009   | Immortal      | Dvd            |            |            | 14         | 5          |            |            |             |
| History of the Eagles                          | 30 april 2013   | Warner Vision | Dvd            | 1 (1 wk)   | 11         | 1 (10 wk)  | 53         |            |            |             |
| One of These Nights - Live in New Zealand 1995 | 2013            |               | Dvd            |            |            | 27         | 1          |            |            |             |